# Karpo (mjesec)
Karpo (također Jupiter XLVI) je prirodni satelit planeta Jupiter, iz grupe Carpo. Progradni nepravilni satelit s oko 3 kilometra u promjeru i orbitalnim periodom od 458.625 dana.